# メイコン郡 (ミズーリ州)
メイコン郡（英: Macon County）は、アメリカ合衆国ミズーリ州の北部に位置する郡である。2010年国勢調査での人口は15,566人であり、2000年の15,762人から1.2％減少した。郡庁所在地はメイコン市（人口5,471人）であり、同郡で人口最大の都市でもある。メイコン郡は1837年1月6日に設立され、郡名はアメリカ独立戦争の英雄でノースカロライナ州の政治家だったナサニエル・メイコンにちなんで名付けられた。1790年代後半に、ナサニエル・タトルがメイコン郡となった地域に最初に入った開拓者だった。

## 地理
アメリカ合衆国国勢調査局に拠れば、郡域全面積は812.53平方マイル（2,104.4km2）であり、このうち陸地は803.77平方マイル（2,081.8km2）、水域は8.76平方マイル（22.7km2）で、水域率は1.08％である。

### 主要高規格道路
- アメリカ国道36号線
- アメリカ国道63号線
- ミズーリ州道3号線
- ミズーリ州道149号線
- ミズーリ州道156号線

### 隣接する郡
- アデア郡 - 北
- ノックス郡 - 北東
- シェルビー郡 - 東
- ランドルフ郡 - 南
- チャリトン郡 - 南西
- リン郡 - 西

## 人口動態
以下は2010年の国勢調査による人口統計データである。
| 基礎データ - 人口: 15,556人 - 世帯数: 6,501 世帯 - 家族数: 4,381 家族 - 人口密度: 8人/km2（20人/mi2） - 住居数: 7,502軒 - 住居密度: 4軒/km2（9軒/mi2） 人種別人口構成 - 白人: 96.18% - アフリカン・アメリカン: 2.21% - ネイティブ・アメリカン: 0.39% - アジア人: 0.16% - 太平洋諸島系: 0.01% - その他の人種: 0.22% - 混血: 0.83% - ヒスパニック・ラテン系: 0.77% 先祖による構成 - ドイツ系：22.8％ - アメリカ人：21.8％ - イギリス系：13.9％ - アイルランド系：10.8％ 年齢別人口構成 - 18歳未満: 24.2% - 18-24歳: 7.5% - 25-44歳: 25.3% - 45-64歳: 23.9% - 65歳以上: 19.0% - 年齢の中央値: 40歳 - 性比（女性100人あたり男性の人口） - 総人口: 95.4 - 18歳以上: 90.5 | 世帯と家族（対世帯数） - 18歳未満の子供がいる: 29.1% - 結婚・同居している夫婦: 55.7% - 未婚・離婚・死別女性が世帯主: 8.4% - 非家族世帯: 32.6% - 単身世帯: 29.0% - 65歳以上の老人1人暮らし: 15.0% - 平均構成人数 - 世帯: 2.38人 - 家族: 2.92人 収入と家計 - 収入の中央値 - 世帯: 30,195米ドル - 家族: 36,370米ドル - 性別 - 男性: 26,408米ドル - 女性: 18,275米ドル - 人口1人あたり収入: 16,189米ドル - 貧困線以下 - 対人口: 12.5% - 対家族数: 8.3% - 18歳未満: 15.0% - 65歳以上: 13.1% |

## 都市と町
| - アナベル - アトランタ - ベビア | - カラオ - カレッジマウンド - エルマー | - エセル - エクセロ - ゴールズベリー | - ラプラタ - メイコン - 郡庁所在地 - ニューカンブリア | - サウスギフォード |  |

## 政治

### 地方
メイコン郡の地方レベルでは民主党が大半の政治を支配しており、郡の選挙で選ばれる役職は6人を除いて独占している。

### 国政

#### 2008年大統領予備選挙
2008年の大統領予備選挙で、メイコン郡は二大政党の候補者をどちらも州全体と全国で二位に終わった者を選んだ。民主党の予備選挙ではヒラリー・クリントンが1位となり、さらに共和党予備選挙で各候補者に投じられた票数よりも多かった。